# Erasure
Erasure – brytyjska grupa muzyczna, która powstała w 1985 w Londynie. Grupa została utworzona przez Vince’a Clarke’a, który wcześniej grał i był współzałożycielem Depeche Mode, Yazoo i The Assembly.

## Skład zespołu
- Vince Clarke – klawisze (ur. 3 lipca 1960)
- Andy Bell – wokalista (ur. 25 kwietnia 1964)

## Historia
Jako grający na keyboardzie, aranżer i twórca piosenek dla Depeche Mode, Vince Clarke na poważnie udowodnił swoje zdolności jako twórca hitów, zanim opuścił zespół w 1981 roku. Tworząc Yazoo z Alison Moyet również wszedł na listy przebojów, kontynuując nagrania jako The Assembly w 1983 roku, przed przerwą na rozważenie innego nowego projektu dwa lata później.
Początkowo plan Clarke’a obejmował nagranie albumu z 10 różnymi piosenkarzami, ale po przesłuchaniu młodego wokalisty Andy’ego Bella, Clarke zdał sobie sprawę z ich wzajemnego potencjału jako duet. Erasure powstało szybko z wyrazistym Bellem będącym dodatkiem do nie zwracającego na siebie uwagi czarodzieja keyboardu jakim jest Clarke. Po zadomowieniu się w Mute Records debiutancki album duetu – Wonderland (1986) – pojawił się wkrótce, podczas gdy ich trzeci singel Oh L’amour ustanowił międzynarodową pozycję Erasure praktycznie natychmiast stając się hitem we Francji i Australii. Pomimo popularności singla, sprzedaż albumu była niska, więc by podnieść swoje notowania duet rozpoczął tournée po klubach nocnych, prezentując swoją muzykę w jej najbardziej logicznym wystroju.

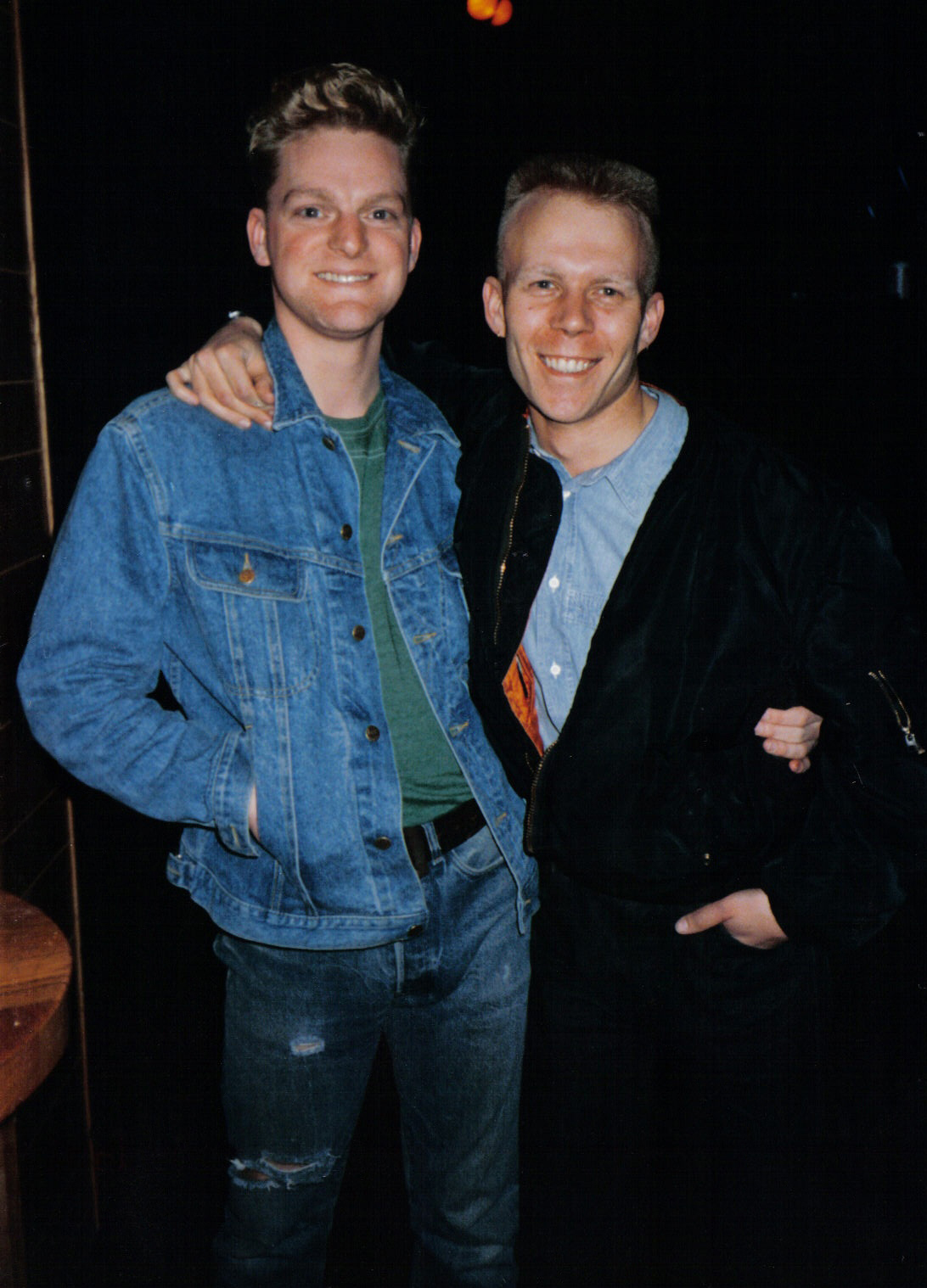
Andy Bell i Vince Clarke, 1986

Drugi album Erasure, The Circus (1987 r.) doszedł do Top 20 w marcu 1987 roku i zawierał ich singel nr 4, Sometimes wraz z błyskotką disco Victim of Love, która to dotarła do pierwszej 10. brytyjskich notowań muzycznych w tym samym roku.
Duet w rzeczy samej szybko zauważył wpływ, jaki kultura klubowa miała na główny nurt muzyczny lat 80. Można to wyczuć na ich własnej zremiksowanej kolekcji na żywo The Two-Ring Circus (1987 r.). Przetworzona w muzykę house zapełniającą parkiety, stworzona przez DJ Little Louie Vega, producenta Flood i Vince’a Clarke’a – wszyscy zaangażowani w przerobienie ich utworów – by mógł rozbudzić parkiet i potwierdzić po drodze ich referencje jako techno-pop maszyna do produkcji hitów.
Ich kolejny album The Innocents (1988) następnie rozpoczął wyścig pięciu wbijających się na listy long-playów z singlami Ship of Fools (1988), a następnie hymniczny A Little Respect (1988), który również dotarł do pierwszej 10 brytyjskiej listy przebojów, Chains of Love zdobyło dla nich wysoki numer brytyjski, ale co ważniejsze, zdobyło popularność w Ameryce, co stworzyło fanatyczny ruch, który Clarke i Bell utrzymują aż do dzisiaj.
Październik 1988 był świadkiem wydania Crackers International EP, co dało kolejne miejsce nr 2 na liście UK z hitem Stop !, pierwszym z wielu, które napisać miał Vince i Andy.
Następne pełnej długości wydanie Erasure było jednym z takich hitów. Wild! (1989 r.), pojawiło się w całości z jeszcze większą liczbą singli, w formie Drama! i You Surround Me (1989 r.), które dostało się do TOP 20, a także numer 3 Blue Savannah, kawałek pisarstwa muzycznego, które duet i ich fani uważają za jeden z najlepszych. Faktycznie powiodło mu się rozpalać areny koncertowe, podobnie jak czynił to pokaz scenowy z kostiumami Bella, które stawały się coraz dziwniejsze i kompletnie niezapomniane. Po tournée po świecie z Wild! przez większość 1990 roku, chłopaki powrócili do domu we wrześniu by zagrać przed tłumem 65 000 ludzi w Milton Keynes Bowl.
Nagrany we Francji i Niemczech przed wydaniem w 1991 roku, Chorus był kolejnym hitem, który doświadczył eksperymentowania Vince’a ze starymi syntezatorami; próbując używać jedynie podstawowych ustawień sekwencera i specyficznych dźwięków syntezatora. Kompletny album miał dość unikalne odczucie i bez żadnych trudności wydał na świat kolejną grupę singli z list Top Ten. Świetnie dopracowana ścieżka „Chorus” (1991 r.) osiągnęła pozycję 3, podczas gdy Love to Hate You (1991 r.) doszedł do 4 pozycji na brytyjskiej liście przebojów.

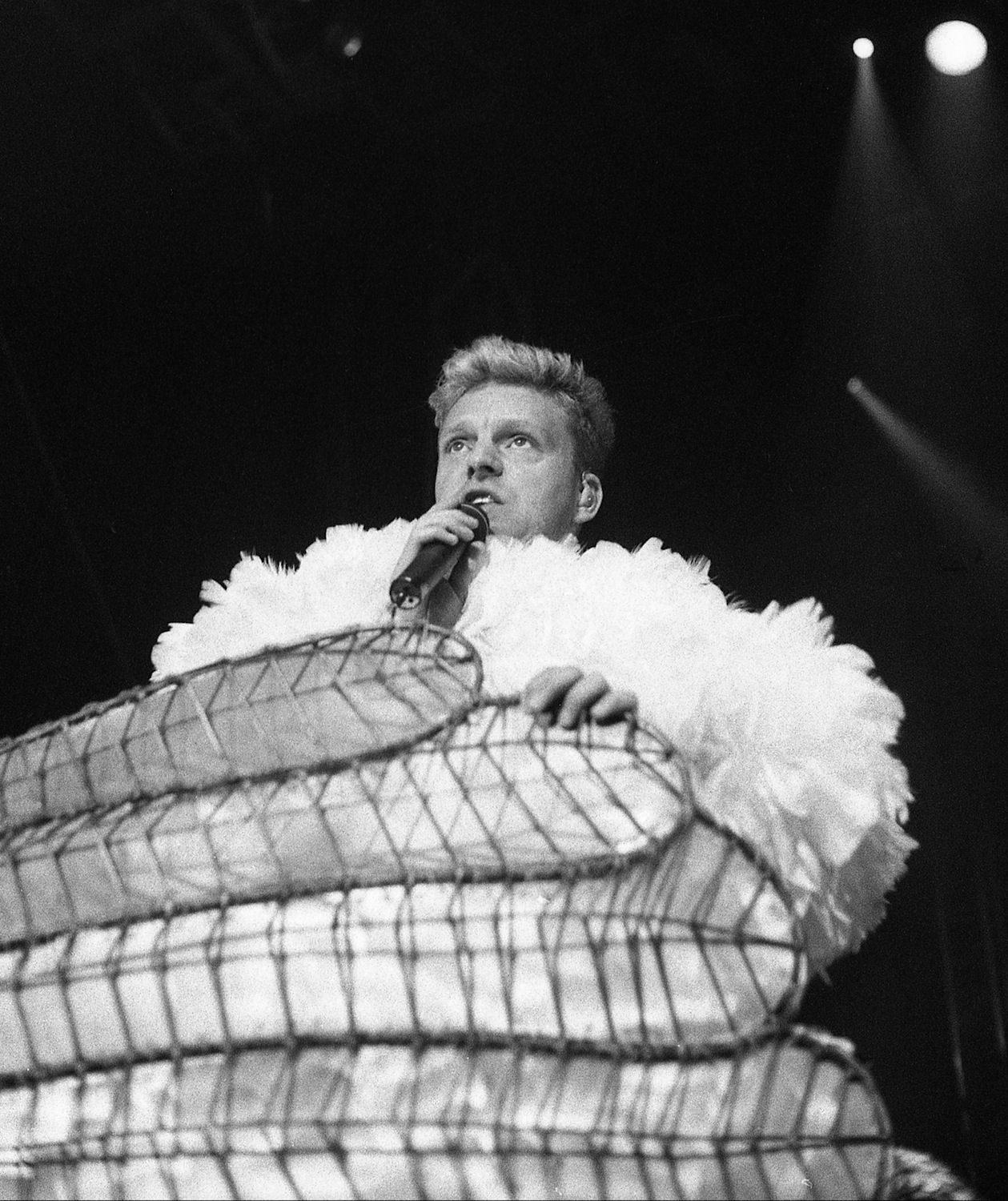
Andy Bell w jednym ze swych ekscentrycznych kostiumów, 1992

Rok 1992 ujrzał bardzo publiczny pokaz miłości Erasure do idealnego popu szwedzkiej grupy ABBA z 4 piosenkami EP coverów Abby zatytułowanych Abba-Esque. Wyprzedzała o kilka lat retro-kicz grupówek i ujrzała Vince’a i Andy’ego oddających hołd swoim bohaterom w promocyjnym klipie video. Samo EP było kwartetem zmodernizowanych coverów z „Take a Chance on Me” dającym duetowi pierwsze miejsce w UK. Wskazaniem popularności Erasure w ich światowym Tournée Phantasmagorical, kiedy po kolei wykonali 12 występów w Manchester Apollo spędzając 15 nocy w Hammersmith Odeon.
Kolekcja hitów Erasure idealnie zatytułowana Pop! The First 20 Hits wskoczyła na pierwsze miejsca list LP w 1992 roku, a I Say I Say I Say powtórzył ten trick w 1994 roku. Następnie pojawił się singel z 4 miejsca ze znaczącym odegraniem dla „Always” (1994 r.). Vince i Andy zwrócili się ku głębszym i bardziej eksperymentalnym sprawom z ich groźniejszym albumem artrockowym Erasure (1995 r.), nowym kierunkiem, który nie był w guście wszystkich, mimo faktu, że album zawierał jedne z najpiękniejszych i najbardziej cenionych prac duetu. Album był wyprodukowany przez Thomasa Fehlmanna i Garetha Jonesa a zmiksowany przez legendarnego Francois Kevorkian. Singel „Stay With Me” (1995 r.) dotarł do pozycji 15 i Erasure zanotowało niższą popularność niż zwykle z „In My Arms” z albumu Cowboy (1997 r.) i Freedom z albumu Loveboat (2000 r.).
W 2003 roku Erasure ukazało swoją dojrzałość w pełnej szacunku kolekcji coverów Other People’s Songs. 12 omawianych piosenek zawierało, dość zadziwiającą dla niektórych, przeróbkę folk-popu Petera Gabriela Solsbury Hill (2003 r.), który jako singel zabrał Erasure z powrotem prosto do Top 10 brytyjskiej listy przebojów, szybko demonstrując, że czas był odpowiedni dla Hits! The Very Best of Erasure (2003 r.).
Odkąd po raz pierwszy Vince Clarke zwrócił się do syntezatora na pewno nie brakowało mu krótkich projektów pobocznych. Jego umiejętności produkcyjne i remiksowania można usłyszeć w nagraniach artystów tak różnorodnych jak The Happy Mondays, Betty Boo, Simple Minds, Sparks i kolegów z Essex chłopaków synth Nitzera Ebba, by wymienić tylko kilku.

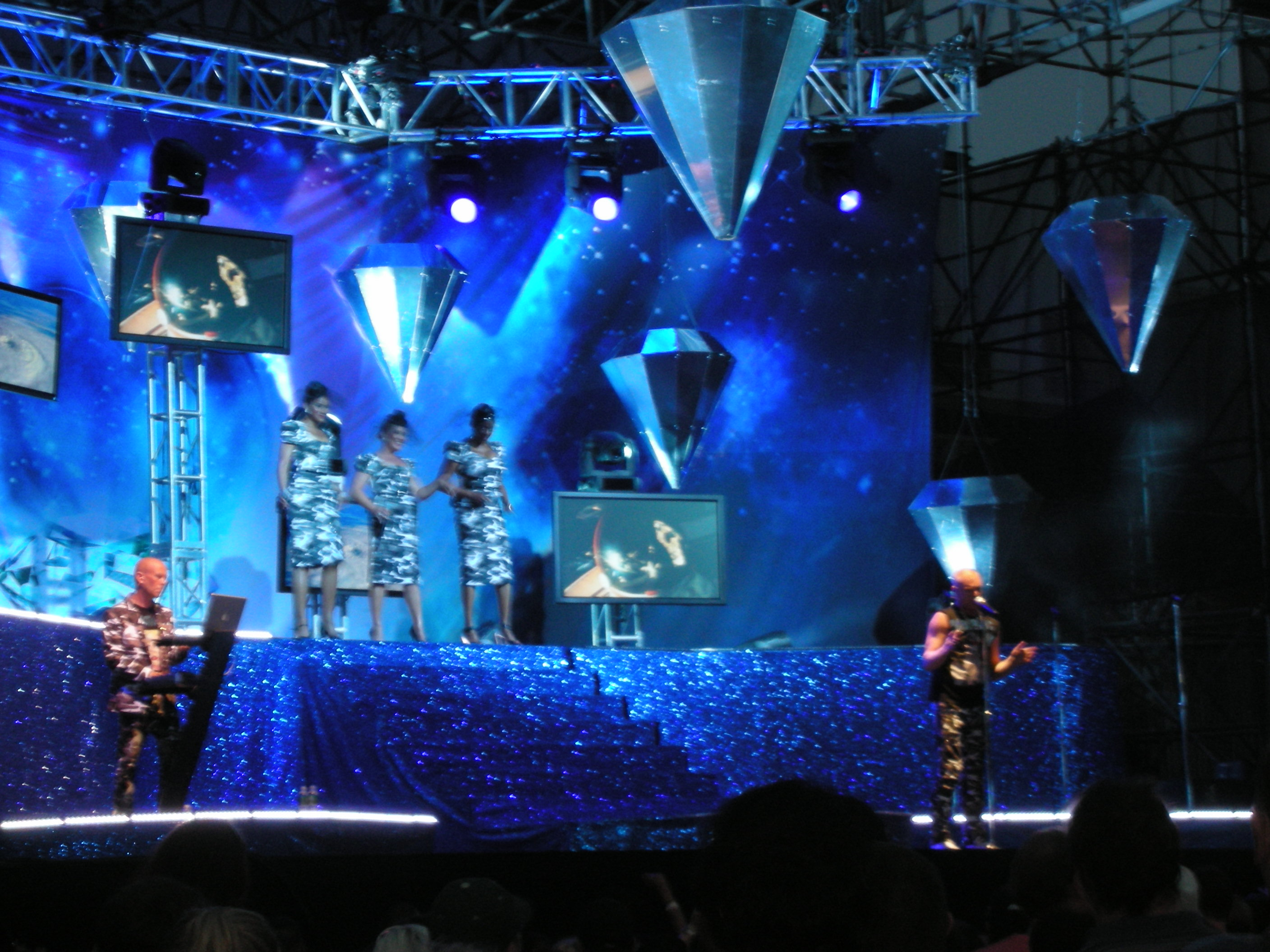
Erasure, 2007

Clarke był także znany ze współpracy z Martyn Ware z The Human League oraz Heaven 17 i do dzisiaj wydali dwa ambientowe albumy instrumentalne dla Mute. Zarówno „Pretentious” (1999 r.) jak i „Spectrum Pursuit Vehicle” (2001) wykorzystują technologię nagrywania 3D do stworzenia muzyki specyficznie zaprojektowanej do doświadczania przez słuchawki.
Początek roku 2005 ujrzał wydanie kolejnego long-playa Nightbird, po którym pojawił się akustyczny album Union Street w 2006 roku. W roku 2007 zespół wydał kolejną płytę Light at the End of the World. Trasa koncertowa dała nowy album na żywo o nazwie Live at the Royal Albert Hall. Po dwóch latach fani doczekali się składanki o nazwie Total Pop! The First 40 Hits, która obejmowała cztery dyski (2CD z singlami, 1CD ze specjalnymi wydaniami utworów na żywo oraz 1DVD z materiałami, teledyskami nagranymi w telewizji). 
Również w kolejnych latach zespół wydawał kolejne płyty: w październiku 2011 roku wydano nowy album Tomorrow’s World, pod koniec 2013 album Snow Globe, natomiast w 2014 The Violet Flame. W 2017 wydana została płyta World Be Gone, a muzycy zaanonsowali trasy koncertowe wspólnie z Robbie Williamsem.

## Dyskografia

### Albumy
- 1986 Wonderland
- 1987 The Circus
- 1988 The Innocents
- 1989 Wild!
- 1991 Chorus
- 1994 I Say I Say I Say
- 1995 Erasure
- 1997 Cowboy
- 2000 Loveboat
- 2003 Other People’s Songs
- 2005 Nightbird
- 2006 Union Street
- 2007 Light at the End of the World
- 2011 Tomorrow’s World
- 2013 Snow Globe
- 2014 The Violet Flame
- 2017 World Be Gone
- 2018 World Beyond
- 2020 The Neon
- 2022 Day-Glo (Based on a True Story)[2]

### Albumy Live i Składanki
- 1987 The Two-Ring Circus
- 1992 Pop! The First 20 Hits
- 2003 Hits! The Very Best of Erasure
- 2005 The Erasure Show
- 2006 Acoustic Live
- 2007 Live at the Royal Albert Hall
- 2009 Total Pop! The First 40 Hits
- 2011 Tomorrow’s World Tour (Live at the Roundhouse)
- 2012 Essential
- 2018 World Be Live

### Single i EP
- 1985 Who Needs Love Like That
- 1985 Heavenly Action
- 1986 Oh l’Amour
- 1986 Sometimes
- 1987 It Doesn't Have to Be
- 1987 Victim of Love
- 1987 The Circus
- 1988 Ship of Fools
- 1988 Chains of Love
- 1988 A Little Respect
- 1988 Crackers International (EP)
- 1989 Drama!
- 1989 You Surround Me
- 1990 Blue Savannah
- 1990 Star
- 1991 Chorus
- 1991 Love To Hate You
- 1991 Am I Right ? (EP)
- 1992 Breath Of Life
- 1992 Abba-Esque (EP)
- 1992 Who Needs Love Like That
- 1994 Always
- 1994 Run to the Sun
- 1994 I Love Saturday (EP)
- 1995 Stay with Me
- 1995 Fingers & Thumbs (Cold Summer's Day)
- 1996 Rock Me Gently
- 1997 In My Arms
- 1997 Don't Say Your Love Is Killing Me
- 1997 Rain (EP)
- 2000 Freedom
- 2001 Moon & The Sky (EP)
- 2003 Solsbury Hill
- 2003 Make Me Smile (Come Up & See Me)
- 2003 Oh l’Amour
- 2005 Breathe
- 2005 Don't Say You Love Me
- 2005 Here I Go Impossible Again
- 2006 Boy
- 2007 I Could Fall in Love with You
- 2007 Sunday Girl
- 2007 Storm Chaser (EP)
- 2009 Pop ! Remixed (EP)
- 2009 Club (EP)
- 2009 Phantom Bride (EP)
- 2011 When I Start To (Break It All Down)
- 2011 Be with You
- 2012 Fill Us with Fire
- 2013 Gaudete
- 2014 Make it Wonderful
- 2014 Elevation
- 2015 Sacred
- 2015 Sometimes 2015
- 2017 Love You to the Sky
- 2017 World Be Gone
- 2017 Just A Little Love
- 2020 Hey Now (Think I Got a Feeling)
- 2020 Nerves of Steel
- 2020 Fallen Angel

### DVD
- 2003 Sanctuary - The EIS Christmas Concert 2002 (Live at the Sanctuary, Birmingham, 2002)
- 2003 Hits! The Videos (Video-clips, 1985-2003)
- 2004 The Tank, The Swan & The Balloon (Live at the Manchester Apollo, 1992)
- 2005 Great Hits Live - Live at Greatwoods (Live at Greatwoods, Boston, 1997)
- 2005 The Erasure Show - Live in Cologne (Live in Köln, 2005)
- 2007 On the Road to Nashville (Live at the Ryman Auditorium, Nashville, 2007)
- 2008 Live at the Royal Albert Hall (Live at the Royal Albert Hall, London, 2007)

### VHS
- 1987 Live at the Seaside
- 1989 Innocents
- 1990 Wild!
- 1992 ABBA-esque
- 1992 Pop! - The First 20 Hits
- 1993 The Tank, The Swan & The Balloon
- 1996 Erasure 1995-96
- 1998 The Tiny Tour

### Box-Sets
- 1999 Singles Box Set 1
- 1999 Singles Box Set 2
- 2001 Singles Box Set 3
- 2001 Singles Box Set 4
- 2016 From Moscow to Mars (anthology)

### Wydania EIS
- 1997 Buried Treasure
- 1998 An Evening With Erasure
- 2006 Buried Treasure II
- 2006 EIS Live II
- 2008 Pop ! Treasure